# بخش مرکزی شهرستان آزادشهر
بخش مرکزی شهرستان آزادشهر یکی از بخش‌های شهرستان آزادشهر در استان گلستان ایران است.

## تقسیمات کشوری
- بخش مرکزی شهرستان آزادشهر
  - دهستان خرمارود شمالی
  - دهستان نظام آباد (آزادشهر)

شهرها: آزادشهر و نگین شهر

مهمترین روستا: مرزبن

## جمعیت
بنابر سرشماری مرکز آمار ایران، جمعیت بخش مرکزی شهرستان آزادشهر در سال ۱۳۸۵ برابر با ۷۳۰۶۳ نفر بوده‌است.